# Philosepedon majorinus
Philosepedon majorinus är en tvåvingeart som beskrevs av Quate 1996. Philosepedon majorinus ingår i släktet Philosepedon och familjen fjärilsmyggor.
Artens utbredningsområde är Costa Rica. Inga underarter finns listade i Catalogue of Life.